# Royaume de Janggala
1045–1136
Janggala était un royaume de l'est de Java, dans la région en amont de l'actuelle ville de Surabaya.